# Theodor von Heuglin
Theodor von Heuglin (Ditzingen in Württemberg, Duitse Bond, 20 maart 1824 - Stuttgart, Noord-Duitse Bond, 5 november 1876) was een Duits ontdekkingsreiziger en ornitholoog.

## Biografie

### Jeugd en studie
Theodor was de oudste zoon uit een gezin met zes kinderen waarvan de vader evangelisch predikant Ludwig Friedrich Heuglin was. Na het gymnasium doorlopen te hebben, studeerde hij al op 15-jarige leeftijd metallurgie in een instelling voor wetenschappelijk onderwijs Ludwigsburg. Van 1842 tot 1843 zette hij zijn opleiding voort aan de technische Universiteit van Stuttgart, waarna hij stage liep in verschillende smederijen en een betrekking kreeg bij een smederij.

### Eerste reizen door Afrika
In 1850 zegde hij zijn baan op en maakte zijn eerste reis naar Afrika. Hij trok eerst naar Egypte, waar hij Arabisch leerde en reizen maakte in het dorre berggebied tussen de Rode Zee en de Nijl en door het Arabisch schiereiland. In mei 1852 kreeg hij een baan als secretaris op het Oostenrijkse consulaat in Khartoem. Kort daarop ging hij met Konstantin Reitz, de Oostenrijkse consul in Khartoem, op reis naar Al-Qadarif en Gallabat (Soedan) en verder naar Gondar in Ethiopië. Hij schreef hierover een boek dat in 1857 werd gepubliceerd.
In 1853 overleed Reitz en kreeg Heuglin zijn baan aan het consulaat. In die hoedanigheid reisde Heuglin naar de Witte Nijl en door de provincie Kordofan. In 1855 ging hij naar Wenen. Hij werkte daar aan zijn systematisch overzicht van de vogels van Noordoost-Afrika. Het was het eerste overzicht en hierin werden 754 vogelsoorten behandeld.

### Opnieuw naar Afrika
In het begin van 1856 bezocht hij opnieuw Oost-Soedan, verkende de Bajudasteppe en reisde door de kuststaten van de Rode Zee waaronder Somalië. In 1857 keerde hij om gezondheidsredenen terug naar Europa. Hier bleef hij tot eind 1860 en hij ordende in die periode zijn verzamelde specimens en beschreef zijn reizen.
In 1860 werd hij door August Petermann en Heinrich Barth aangesteld als leider van een expeditie, die moest onderzoeken wat er was gebeurd met de sinds 1855 vermiste ontdekkingsreiziger Eduard Vogel. Alexandrië was het vertrekpunt voor de reis naar Ouaddaï, waar Vogel zoek was geraakt. Heuglin vreesde echter dat Vogel vermoord was in een gebied waar hij en zijn expeditieleden grote kans hadden op hetzelfde lot. Daarom besteedde hij meer aandacht aan wetenschappelijke activiteiten dan aan zijn formele zoekopdracht en bereisde andere gebieden. Op 17 juni 1861 bereikte de expeditie Massawa, verbleven ze tijdens het regenseizoen in het nabijgelegen hoogland en gingen vervolgens niet richting Khartoem, maar maakten in plaats daarvan een omweg door Gondar in Ethiopië. Op 4 april 1862 bezocht Heuglin de keizer Theodorus II van Ethiopië. Daarna werd Heuglin officieel ontheven van zijn functie als expeditieleider. De resultaten van deze expeditie zijn vervat in een boek dat in 1864 werd uitgegeven.
In 1863 sloot Heuglin zich samen met onder andere Hermann Steudner aan bij het reisgezelschap van de steenrijke Nederlandse ontdekkingsreizigster Alexine Tinne. Dit gezelschap reisde naar het zuidwesten van Soedan door Western Bahr el Ghazal over de Gazellenrivier (Bahr el Ghazal), een zijrivier van de Witte Nijl. Onderweg overleden de moeder van Alexandrine, Henriette Marie Louise van Capellen en Steudner; Heuglin werd ziek. Hierop besloot het gezelschap om terug te keren naar Khartoem, om vervolgens terug te reizen naar Europa.

### Poolreizen
Tussen 1870 en 1874 maakte Heuglin diverse reizen naar Spitsbergen en Nova Zembla.

### Terug naar Afrika
In 1875 reisde hij door het gebied van de Beni-Amer in het grensgebied tussen Soedan en Eritrea. Terug in Europa overleed hij terwijl hij bezig was met de voorbereiding van een expeditie naar het eiland 
Socotra.

## Nalatenschap
Heuglin beschreef 34 vogelsoorten die nieuw waren voor de wetenschap waaronder de hooglandbrilvogel (Zosterops poliogastrus), de zonneleeuwerik (Galerida modesta) en de donkere zanghavik (Melierax metabates). 
Als eerbetoon dragen onder andere de Heuglins trap (Neotis heuglinii), de witbrauwlawaaimaker (Cossypha heuglini) en de Heuglins tapuit (Oenanthe heuglinii) zijn naam. Het noordelijkste puntje van het eiland van Edgeøya in de Spitsbergen-eilandengroep heet nu Kapp Heuglin en in zijn geboorteplaats is een school naar hem vernoemd.

## Publicaties
- Systematische Übersicht der Vögel Nord-Ost-Afrika’s mit Einschluss der arabischen Küste des Rothen Meeres und der Nil-Quellen-Länder südwärts bis zum 4. Grade nördl. Breite. Wien 1856.
- Systematische Übersicht der Säugetiere Nordost-Afrika’s mit Einschluss der arabischen Küste, des Rothen Meeres, der Somali- und der Nilquellen-Länder, südwärts bis zum 4. Grade nördl. Breite. Wien 1866 (met Leopold Fitzinger)
- Reise nach Abessinien, den Gallaländern, Ostsudán und Chartúm. Hermann Costenoble, Jena 1868,
- Die Ornithologie Nordost-Afrika’s, der Nilquellen- und Küsten-Gebiete des Rothrn Meeres und des nördlichen Somal-Landes. Theodor Fischer, Kassel 1869–73.,
- Reise in das Gebiet des Weißen Nils und seiner westlichen Zuflüße in den Jahren 1862–64. Winter’sche Verlagsbuchhandlung, Leipzig 1869.
- Reisen nach dem Nordpolarmeer. 2 Bände., George Westermann, Braunschweig 1872–73.
- Reise in Nordost-Afrika. Schilderungen aus dem Gebiete der Beni Amer und Habab nebst zoologischen Skizzen und einem Führer für Jagdreisende. George Westermann, Braunschweig 1877.

- Bibsys: 90390126
- Bibliothèque nationale de France: cb152889306 (data)
- Author citation (botany): Heuglin
- CiNii: DA10357970
- Stuttgart Database of Scientific Illustrators 1450–1950: 7603
- Gemeinsame Normdatei: 116782226
- International Standard Name Identifier: 0000 0000 8111 8107
- Library of Congress Control Number: n87879808
- Nationale Bibliotheek van Tsjechië: xx0312868
- Nationale Bibliotheek van Israël: 987007275350105171
- Nationale Bibliotheek van Polen: a0000002364355
- Nederlandse Thesaurus van Auteursnamen: 115130543
- Réseau des bibliothèques de Suisse occidentale: 02-A000080179
- LIBRIS: 190661
- SNAC: w64x7xnq
- Système universitaire de documentation: 094478880
- Virtual International Authority File: 32296780
- WorldCat: E39PBJth9Jwt9MYpFxw3YFfQbd